# إن آر آي سي إم 101

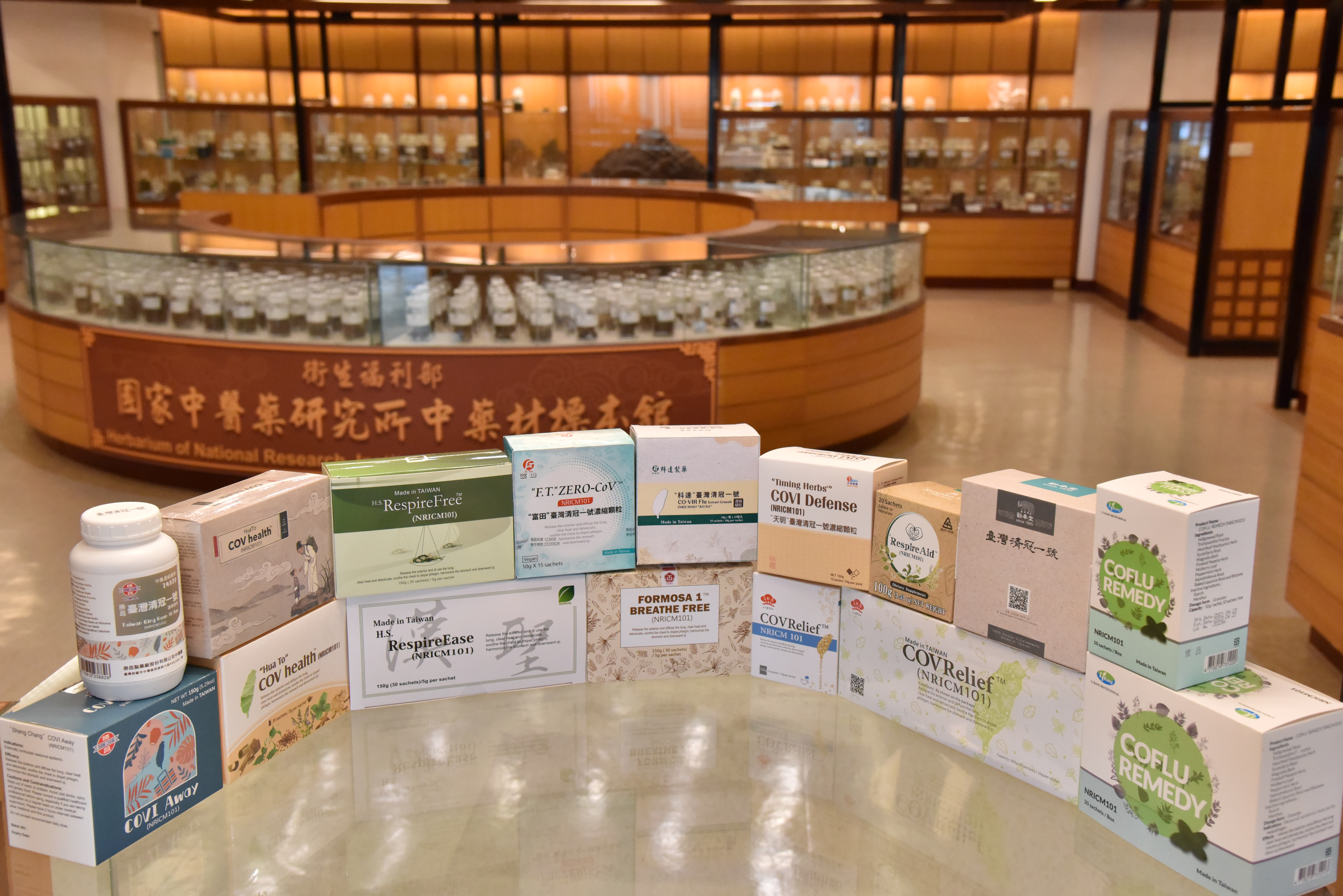
11 تركيبة تعتمد على وصفة NRICM101

NRICM101 ( (بالصينية: 清冠一號) ؛ تايوان: تشينغقوان يهاو، البر الرئيسي: تشينغ غوان يي هاو)، هو علاج لكوفيد-19 تم تطويره في تايوان باستخدام الطب الصيني التقليدي (TCM)، أنشأه المعهد الوطني لأبحاث الطب الصيني (NRICM)، وهو هيئة حكومية في تايوان . وقد حصلت الوصفة الطبية على موافقة قانونية في العديد من البلدان، وهي أول وصفة للطب الصيني التقليدي تفعل ذلك لعلاج كوفيد-19. فوفي موطنها الأصلي تايوان، يتم استخدام العلاج جنبًا إلى جنب مع التطعيمات  مومن بين التركيبات المتاحة RespireAid من Sun Ten (順天堂) [zh]، وCOVRelief من Chuang Song Zong (莊松榮) [zh]
يتم تقديم الصيغة في شكل حبيبات، وهو أمر شائع في الأدوية الصينية الحاصلة على براءة اختراع .

## التركيبة
- جذر سكوتيلاريا
- 魚腥草 ( هارتليف هوتوينيا )
- 栝蔞實 (فاكهة القرع الثعبان المنغولية )
- 北板藍根 (جذر Indigowoad )
- لحاء الماغنوليا
- النعناع (عشبة النعناع )
- نيبيتا ذات الأوراق الدقيقة
- أوراق التوت
- جذر سابوشنيكوفيا
- جذر عرق السوس المخبوز

## طريقة العمل
وفقًا للمعهد الوطني للأبحاث الطبية الحيوية، من المفترض أن يعمل الدواء العشبي عن طريق منع فيروس SARS-CoV2 من الارتباط بـ ACE2. وهذا من شأنه أن يقلل من فرصة الإصابة بأمراض خطيرة.

## الوضع القانوني
في 18 مايو 2021، قامت تايوان بترخيص NRICM101 للتوزيع بموجب سياسة الوصول في حالات الطوارئ.
تم ترخيصه كدواء عشبي في سنغافورة وتايلاند وأستراليا. تم تسجيله كحبيبات عشبية في الفلبين.
تم تسجيله كمكمل غذائي أو "غذاء صحي" في الاتحاد الأوروبي وكمبوديا. كما حصلت أيضًا على تراخيص للاستيراد إلى الولايات المتحدة والمملكة المتحدة وكندا وجنوب إفريقيا.
إن إدخال NRICM101 إلى الأرجنتين أمر غير قانوني.

## إن آر آي سي إم 102
في أكتوبر 2021، تم إصدار صيغة جديدة تسمى NRICM102. تم تغيير خمسة أعشاب في الصيغة الجديدة. في حين أن NRICM101 مخصص للحالات الخفيفة والمتوسطة، فإن NRICM102 مخصص للحالات الشديدة إلى الحرجة، والتي تتوافق مع نطاقات الدرجات من 1 إلى 4 ومن 5 إلى 7 على مقياس التقدم السريري لمنظمة الصحة العالمية لمرض كوفيد-19. يحذر المعهد الوطني للطب الصيني التقليدي من أن التركيبة الجديدة مناسبة فقط للحالات الشديدة ويجب عدم إنتاجها واستخدامها دون موافقة ممارس الطب الصيني التقليدي.

## الدراسات والفعالية
عقد المعهد الوطني للأبحاث الطبية الحيوية مؤتمرات صحفية حول نتائج الدراسات السريرية وما قبل السريرية التي شملت NRICM101 وNRICM102. ولكن لا يتم نشر جميع النتائج لاحقًا في مجلة محكمة، ولم يتم إجراء تحليل تلوي عالي الجودة على القليل الذي تم نشره. ومن ثم، فمن الصعب التوصل إلى استنتاجات بشأن مدى فعاليتها أو سلامتها.